# ダミュソス
ダミュソス（古希: Δάμυσος, Damysos, 英: Damysus）は、ギリシア神話に登場する巨人族ギガースの1人である。プトレマイオス・ヘーパイスティオーンによるとあらゆる巨人の中で最も足が速かった。
巨人ダミュソスの名前はアキレウスの伝説の文脈の中で語られている。ポーティオスによってプトレマイオス・ヘーパイスティオーンに帰せられた『新しい歴史』第6巻によると、アキレウスの母テティスはペーレウスによって得た子供たちを秘密の場所で火にくべた。しかしテティスがアキレウスを火に入れたとき、ペーレウスは気がついて炎の中からアキレウスを取り出したので、足が焼けただけですんだ。ペーレウスがケンタウロスの賢者ケイローンにアキレウスの足の相談をすると、ケイローンはパレーネーに埋葬された巨人の中で最も足が速かったダミュソスの遺体を掘り出し、距骨を取り出して、アキレウスの焼失した足に組み込んだ。後にトロイア戦争でアキレウスがアポローンに追いかけられたとき、距骨が外れて落ちたためアキレウスは倒れ込み、神に殺された。